# Thor Mandahl
Thor Fridolf Mandahl, född 6 januari 1875 i Göteborgs Kristine församling, död 26 februari 1959 i Danderyds församling i Stockholms län, var en svensk operasångare (baryton).

## Biografi
Thor Mandahl var son till fabriksmästaren Gustav Viktor Mandahl och Augusta Matilda Jonsson. Efter examen från Göteborgs realläroverk var han student vid Kungliga Musikaliska Akademien i Stockholm 1896–1898 och operasångare vid Kungliga Teatern 1899–1917. Han var därefter försäljare hos Svenska Ackumulator AB Jungner från 1927 och sedan direktör. Han gjorde minst ett dussintal skivinspelningar. Mandahl var också en flitig uppfinnare som sökte mängder av patent, bland annat uppfann han redan 1911 en frankeringsapparat avsedd för postens brevlådor.
Han var först gift med operasångerskan Julia Jahnke (1873–1944) till 1909. De fick två döttrar: operasångerskan Margit Mandahl-Sjöberg (1900–1973), gift med professor Knut Sjöberg, och sufflösen Gunvor Mandahl (1903–1981), en tid gift med civilingenjören Gustaf Jonsson.
Han gifte om sig 1913 med Hilma Christina Bernhardina Karlsson (1873-1945), som tidigare varit gift med professor Gustaf Arnold Unman (1840-1917).
Han gifte 1928 om sig med Gurli Pramberg (1897–1972). De fick fyra barn: tvillingarna Torgerd Larsson och Elisabeth Olsson (födda 1929),  Thor-Björn Mandahl (född 1934). samt Anna-Lisa Nicander Wikmark (född 1931) en tid gift med Lennart Nicander och mor till växtfysiologen Björn Nicander,
Mandahl är begraven i Prambergska familjegraven på Norra begravningsplatsen i Stockholm.

## Diskografi i urval

### Kompaktskivor
- Gluntinspelningar 1903–1953. Oak Grove CD 2019. 2007. Innehåll: 13. Gluntarne. Nr 14, Gluntens vigilans.
- Röster från Stockholmsoperan under 100 år . 9 LP. HMV 7C 153-35350. 1977. – Innehåll: 16. Mignon, akt 2: As-tu souffert (Säg har du fällt en lidandets tår, Ambroise, Hedberg). Inspelad 1905.

### Schellackskivor
Angivet utgivningsår är osäkert enligt Svensk mediedatabas
- 1904 – En spelman
- 1905 – Crucifix; Romans / sjungen af fröken Hulting & herr Mandahl, Stockholm
- 1905 – Verners afskedssång / Här är gudaskönt att vara
- 1905 – Trollhättan / Förbjuden musik / sjungen af Thor Mandahl, operasångare, Stockholm
- 1905 – Gluntens vigilans / sjunget af herrar Åke Wallgren och Thor Mandahl, Stockholm
- 1905 – Till Österland vill jag fara / sjunget af operasångaren Thor Mandahl, Stockholm
- 1905 – Sång till aftonstjernan / Pajazzo-prologen / sjungen af Thor Mandahl, operettsångare, Stockholm
- 1905 – Fylgia / Aftonstämning
- 1905 – Ballad ur Gustaf Vasa / Duett ur Duelanterna
- 1905 – Lilla Dora / Hulda skymning ur Gluntarne
- 1905 – Sof i ro / I dödens tysta tempelgardar
- 1905 – Nattmarschen / Bror jag är ledsen / sjungen af Thor Mandahl & Gustaf Sjöberg, Stockholm